# Церква Святих Апостолів Петра і Павла (Снідавка)
Церква Святих Апостолів Петра і Павла (Снідавка) — парафія і храм православної громади Косівського деканату Івано-Франківської єпархії Православної церкви України, дерев'яна церква в с. Снідавка Івано-Франківської області, Україна, пам'ятка архітектури національного значення.

## Історія
Церква датована 1877 роком, посвячена в 1878 році. Церква була філією церкви Святого Василя Великого в с. Річка. Розташована на пагорбі на висоті 880 метрів над рівнем моря на захід від головної дороги біля кладовища. У радянський період церква  охоронялась як пам'ятка архітектури Української РСР (№ 1178).  Церкву ремонтували в 1989 році. Використовується громадою Православної церкви України.

## Архітектура
Церква хрестоподібна в плані, одноверха, п'ятизрубна, видовжена. Із західної сторони до бабинця прибудовано притвор. До церкви веде ще один вхід зі сторони південного рамена нави. До вівтаря з прибудовано ризницю на ширину вівтаря. Над квадратними зрубом нави розташовано восьмигранну основу для грушеподібної центральної бані (фото [Архівовано 12 квітня 2021 у Wayback Machine.]). Опасання розташоване навколо церкви на вінцях зрубів.

## Дзвіниця
До складу пам'ятки входить дерев'яна, двоярусна, дзвіниця, оточена опасанням з шатровим дахом. Нижній ярус дзвіниці квадратний, а верхній - восьмигранний.